# کرکس (والادولید)
کرکس (والادولید) (به اسپانیایی: Corcos) یک شهرستان در اسپانیا است که در استان وایادولید واقع شده‌است.